# Stylocordylidae
Stylocordylidae é uma família de esponjas marinhas da ordem Hadromerida. 

## Gêneros
- Stylocordyla Thomson, 1873